# Station Addiewell
Addiewell is een station van National Rail in West Lothian in Schotland. Het station is eigendom van Network Rail en wordt beheerd door ScotRail.